# Wit-Rusland op het Eurovisiedansfestival
Wit-Rusland zou oorspronkelijk debuteren in 2010. Dit met: Yulia Raskina en Denis Moryasin.
Maar er zou oorspronkelijk toch een festival plaatsvinden in Azerbeidzjan, namelijk in 2009. Later zou het verplaatst worden naar 2010 en uiteindelijk zelfs afgelast worden. Wit-Rusland wilde toen debuteren.

## Lijst van Wit-Russische deelnames
| Jaar | Artiest                         | Stijl | Plaats | Punten |
| ---- | ------------------------------- | ----- | ------ | ------ |
| 2009 | Yulia Raskina en Denis Moryasin | /     | /      | /      |

2007 · 2008 
Zie ook: Eurovisiesongfestival · Junior Eurovisiesongfestival · Eurovision Young Musicians · Eurovision Young Dancers · Eurovision Choir
Azerbeidzjan · Denemarken · Duitsland · Finland · Griekenland · Ierland · Litouwen · Nederland · Oekraïne · Oostenrijk · Polen · Portugal · Rusland · Spanje · Verenigd Koninkrijk · Wit-Rusland · Zweden · Zwitserland